# Harry Kramer
Harry Kramer (* 25. Januar 1925 in Lingen (Ems); † 20. Februar 1997 in Kassel) war ein deutscher Tänzer, Künstler und Professor für Bildhauerei an der Kasseler Kunstakademie. Er wurde als Vertreter der Kinetischen Kunst und als Teilnehmer der documenta III 1964 international bekannt. Seine zwischen 1952 und 1987 entstandenen Werke, darunter vor allem die automobilen Skulpturen aus Draht, wurden in inner- und außereuropäischen Ausstellungen gezeigt und gehören zum Bestand privater und öffentlicher Sammlungen weltweit. Er verfasste Essays zur Kunst und autobiografische Schriften.
Als Hochschullehrer veranlasste Harry Kramer zwischen 1971 und 1984 unter dem Titel „Atelier Kramer“ gemeinsam mit seinen Studenten zahlreiche Kunstaktionen und Ausstellungen. Nach seiner Emeritierung 1992 widmete er sich der von ihm bereits in den 1980er Jahren initiierten Stiftung zur Realisierung einer Künstler-Nekropole in Kassel.

## Leben

### Herkunft und Ausbildung

Ausbesserungswerk Lingen, 1986; in den Jahren danach geschlossen und ab 1990 in Teilen zur Kunsthalle umgebaut

Harry Karl Kramer kam 1925 als Sohn von Johann Kramer, Klempner im Ausbesserungswerk Lingen, und der Schneiderin Elisabeth, geb. Keppler aus Nimwegen, in der Hinterstraße 2 in Lingen zur Welt. Die Mutter nannte den Sohn Harry nach dem Schauspieler Harry Piel; sie verstarb 1932 jung an Tuberkulose. Der Vater heiratete ein zweites Mal und ließ sich zum Ausbesserungswerk Neumünster versetzen, wo der Sohn nach dem Besuch der Volksschule 1939 eine Friseurlehre begann. Bei Ausbruch des Zweiten Weltkriegs war der 14-Jährige mit einem unrechtmäßig besorgten Freifahrschein der Deutschen Reichsbahn unterwegs nach Amerika, kam jedoch nur bis ins Osnabrücker Polizeigefängnis, wo ihn der Vater auslöste. Harry Kramer arbeitete anschließend in Lingen bis 1942 als Friseur. In diesen Jahren versuchte er sich zudem erfolglos als Schauspielschüler in Osnabrück und in Münster.

### Weltkrieg und Farm Hall

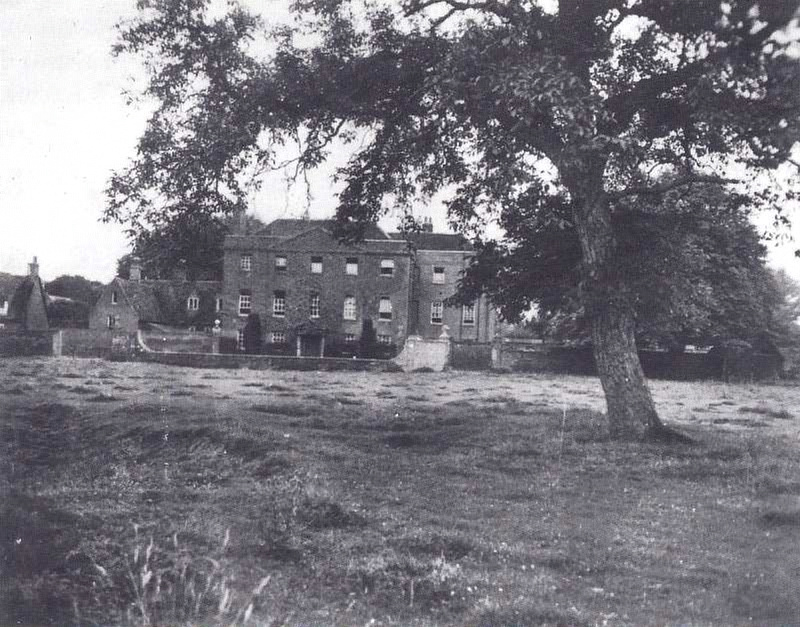
Der englische Landsitz Farm Hall

Im Jahr 1943 wurde der unterdessen 18-jährige Harry Kramer zum Kriegsdienst eingezogen, zum Scharfschützen ausgebildet und in Frankreich als Panzergrenadier eingesetzt. 1945 geriet er in amerikanische Kriegsgefangenschaft und wurde im Anschluss an missglückte Fluchtversuche nach Farm Hall in England verbracht, wo er den dort im Rahmen der Operation Epsilon internierten zehn deutschen Physikern die Hosen bügelte und die Haare schnitt. Carl Friedrich von Weizsäcker erinnerte sich 1988 daran so: „Am Silvesterabend 1945, als wir wußten, daß wir bald nach Deutschland zurückkehren sollten, wurde eine heitere kleine Feier veranstaltet, mit selbstgedichteten Limericks und einer Theaterdarbietung des begabten deutschen Kriegsgefangenen Harry Cramer (heute Kunstprofessor in Kassel), der uns als Friseur zugeteilt war […].“ Harry Kramer lässt  in seiner autobiografischen Erzählung Ein Frisör aus Lingen (1990) seinen Protagonisten bei den Physikern in Farm Hall darüber grübeln, „ob er nun den Beruf des Filmschauspielers oder den eines Professors anstreben sollte“.

### Tänzer und Marionettist
Nach der Entlassung aus Farm Hall übte Harry Kramer zunächst Stepptanz nach einem Buch in der elterlichen Waschküche in Neumünster. Ab 1947 besuchte er die Tanzschule von Lola Rogge in Hamburg und trat nach der Währungsreform, die eine weitere Ausbildung für ihn unbezahlbar machte, Engagements an den Stadttheatern zunächst in Bielefeld, anschließend in Münster an. Dort lernte er seine spätere Frau Helga Brauckmeyer (1929–2017), eine Tänzerin, kennen. Sie war die Tochter eines Chemikers am Kaiser-Wilhelm-Institut und der Metallografin und Lyrikerin Anneliese Hager. Nach einem Aufenthalt in Starnberg in den Jahren 1951/52 zogen Harry Kramer und Helga Brauckmeyer nach Berlin, wo er ab 1952 seine ersten Figurinen für ein später so genanntes Mechanisches Theater entwickelte. Sie bestanden aus Draht, Papier und Holz und bewegten sich nach Musik; die erste Figur, eine Marionette, habe er, so Kramer in seiner Autobiografie, „gebastelt“, um „seine Freundin ein wenig aufzuheitern“, die als Fotomodell für Unterwäsche das Geld verdiente „in Triumph – krönt die Figur“.
Das erste Programm, 13 Szenen mit der Musik von Wilfried Schröpfer, führte Kramer 1955 in der Galerie Springer in Berlin auf, und zwar fünf Wochen lang en suite. Anlässlich einer Vorstellung in Baden-Baden schlug Joachim-Ernst Berendt eine Sendung im Südwestfunk vor.

### Künstler in Paris und in Las Vegas
1956 zog Harry Kramer nach Paris, wo Helga Brauckmeyer ein Engagement als Tänzerin bei den Bluebell Girls im Lido erhalten hatte.

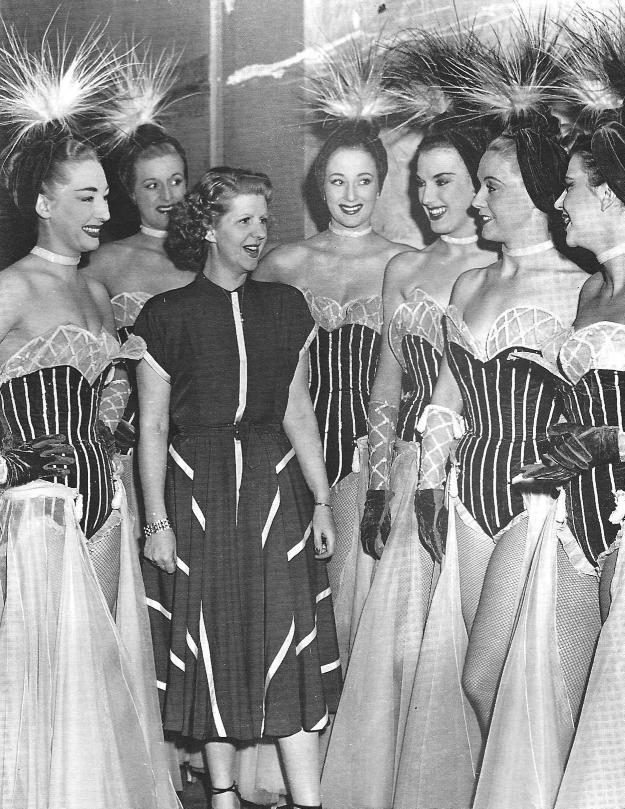
Bluebell Girls mit Miss Bluebell Margaret Kelly, 1948

 In Paris entwickelte Kramer von Hand in Gang zu setzende Figuren und Objekte auf einer kleinen Bühne zunächst für ein zweites Programm, Signale im Schatten, weiter. 1957 wurde das nunmehr so genannte Mechanische Theater beim zweiten Festival d’art d’avantgarde in Nantes aufgeführt.
Die Figuren des Programms führten zu einem ersten Experimentalfilm, Die Stadt (16 mm, 17 Minuten), den Harry Kramer 1956 gemeinsam mit Wolfgang Ramsbott, einem Juristen, drehte. Bis 1965 folgten vier weitere Experimentalfilme, von denen Die Schleuse, 1963 gedreht, internationale Preise errang. 1960 choreografierte Kramer in Paris das Ballett Nachtpuls für das Ranelagh, ein „Kunstkino“ in Paris, im Auftrag von Jacques Polieri.
Ab 1957/58 produzierte Kramer in Paris neben den Figuren fürs Mechanische Theater und neben den Filmen auch Drahtplastiken, die sich vermittels einer Kurbel in Bewegung setzen ließen oder mit kleinen Motoren angetrieben waren. Den bis Ende der 1950er Jahre ebenfalls in Paris ansässigen Günter Grass inspirierten die fragilen Maschinen und „die praktische Freundschaft zu Harry Kramer“ zu Motiven in seinem eigenen Werk, wobei die „mobile[n] Figuren“, so Grass, „meinen Vogelscheuchen zur Mechanik verhalfen“. 1962 nahm Kramers Gefährtin Helga Brauckmeyer das Angebot einer festen Show mit den Bluebell Girls im Stardust in Las Vegas an.

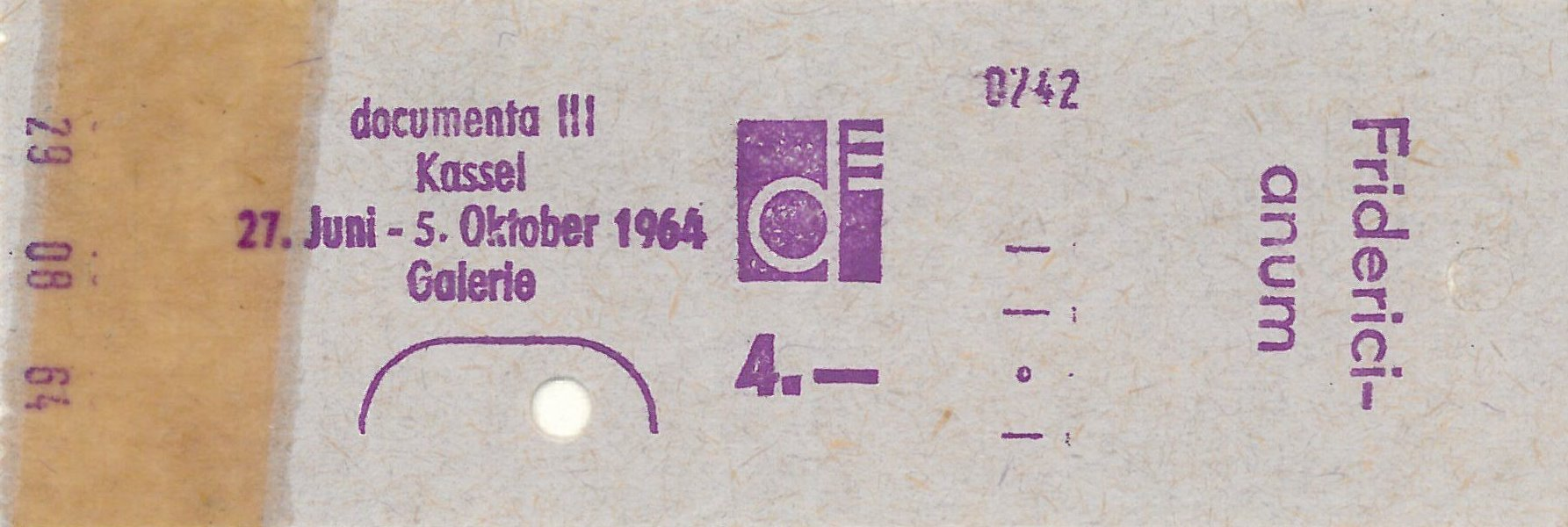
Eintrittskarte zur documenta III

1964 war Harry Kramer mit automobilen Skulpturen Teilnehmer an der documenta III in Kassel. Arnold Bode, Gründer der documenta, hatte ihn zusammen mit Jean Tinguely und Jesús Rafael Soto sowie Otto Piene, Heinz Mack und Günther Uecker der Gruppe ZERO ausgewählt. In der Ausstellungsabteilung Licht und Bewegung erregten Kramers Arbeiten Aufmerksamkeit und Anerkennung. Seine documenta-Werke wurden verkauft, und er erhielt 25 Einladungen zu Einzelausstellungen in Europa und in den USA. Kramer ließ sich an der Loire nieder und restaurierte ein Renaissance-Anwesen, das er mit den Einnahmen aus seinen documenta-Verkäufen erworben hatte.
1965 nahm Kramer eine Gastprofessur an der Hochschule für bildende Künste Hamburg an und realisierte dort das Ballett Inventur. Anschließend folgte er Helga Brauckmeyer nach Las Vegas, heiratete sie und begann, mit kleinen Motoren versehene Möbel aus Draht und Holz sowie farbige Schiebeplastiken aus Holz zu gestalten, die mit Lackfarben bemalt waren. 1967 kamen Bauelemente zur industriellen Fertigung hinzu. Zu Beginn des Jahres 1968 kehrten die Kramers nach Frankreich zurück und lebten fortan an der Loire.

### Professur in Kassel

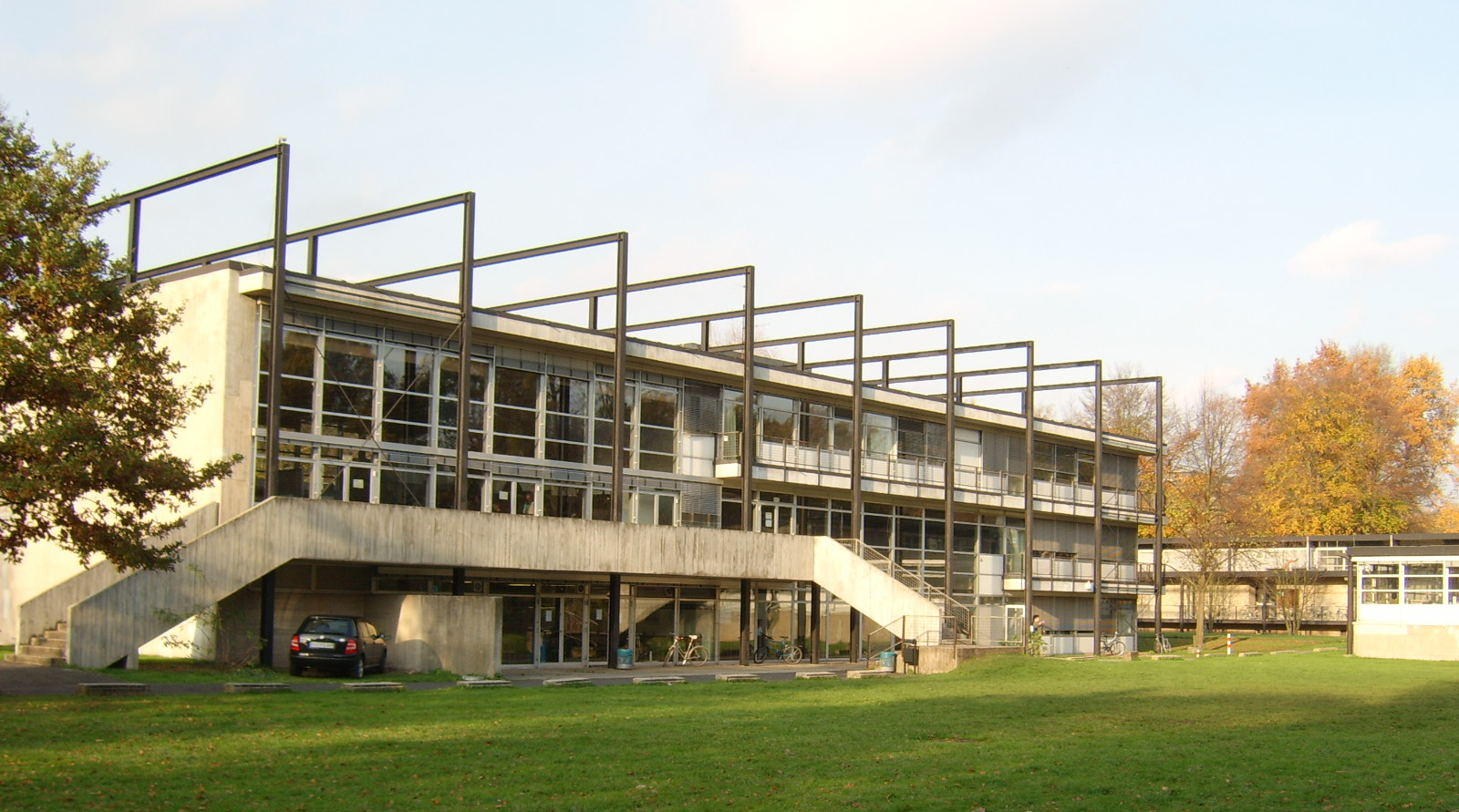
Kunstakademie Kassel (Teilansicht)

1970 erhielt Harry Kramer den Ruf auf eine Professur für Bildhauerei an der Kunstakademie in Kassel, dem er 1971 folgte. Kramer wohnte zunächst in seinem Atelier in der Akademie, bis er ein altes Haus am Brasselsberg in Kassel erwerben und restaurieren konnte, während seine Frau Helga, die nach Las Vegas die Karriere als Tänzerin beendet hatte, in Paris in den Modeshows der Haute Couture auftrat. Das Anwesen an der Loire wurde verkauft und ein neues restaurierbedürftiges in den Cevennen in der Nähe von Le Vigan in Südfrankreich erworben.
Seinen Arbeitsschwerpunkt sah Kramer in Kassel nunmehr in der Lehre und Ausbildung der Studierenden. Mit seinen Studenten realisierte er in den 1970er und 1980er Jahren gemeinsame Projekte, zum Beispiel Ausstellungen, Performances und andere Aktionen, die er weiterhin nach seiner Emeritierung als Hochschullehrer im Jahre 1992 gelegentlich fortsetzte. Kramer lebte und arbeitete nach seiner Emeritierung zusammen mit seiner Frau in Kassel und in Südfrankreich.

### Nekropole und Nachlass

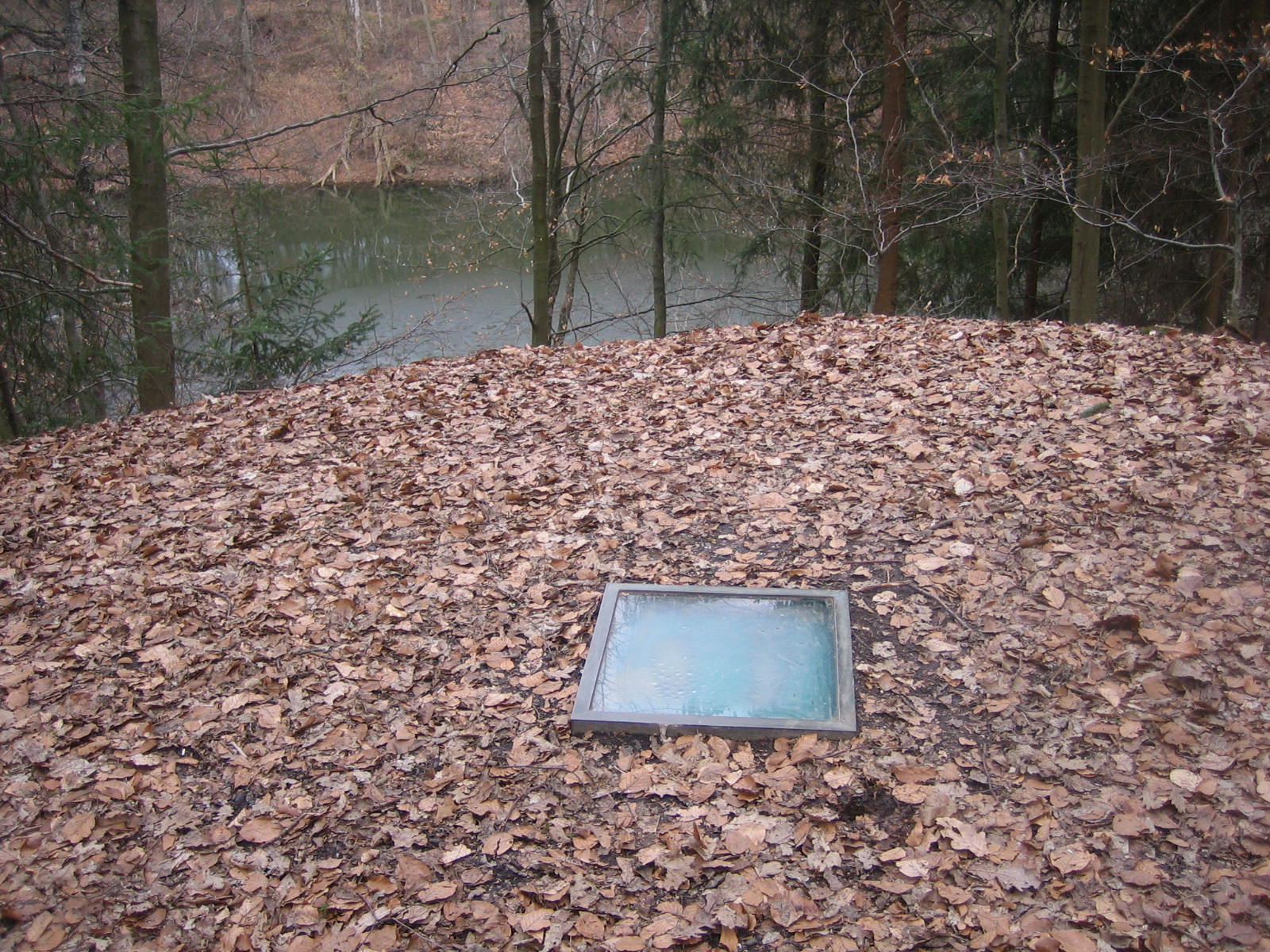
Künstler-Nekropole Kassel: Grab-Werk von Timm Ulrichs (* 1940), 1992

Bereits seit den 1980er Jahren betrieb Kramer die Idee der Künstler-Nekropole, eines Künstlerfriedhofs in Kassel, mit der Intention, einen öffentlichen Ort zu schaffen, an dem der Künstler sein eigener, unabhängiger Auftraggeber ist. 1993 wurde die Stiftung Nekropole der Stadt Kassel gegründet, in die Kramer das Kapital einbrachte, das er unter anderem aus dem Verkauf seines Mechanischen Theaters an das Stadtmuseum München und von Kunstwerken aus seinem Privatbesitz, wie zum Beispiel der in Paris aus dem Atelier erworbenen ersten kinetischen Skulptur Tinguelys, erwirtschaftete. Harry Kramer starb 1997 in seinem Haus am Brasselsberg in Kassel. Seine Urne wurde nach dem Wunsch seiner Witwe auf dem Gelände der Künstler-Nekropole im Habichtswald an einem Ort bestattet, der durch die in einen Baum geritzten Initialen seines Namens gekennzeichnet ist.
Sein künstlerischer Nachlass, im Besitz der Stiftung Nekropole, wird vom Kunstverein der Kunsthalle Lingen in Kramers Geburtsstadt Lingen verwaltet und dort im Wasserturm auf dem Gelände des ehemaligen Ausbesserungswerks in einer Dauerausstellung gezeigt. Dokumente und im privaten Besitz Kramers verbliebene Werke übergab seine Witwe Helga Kramer 2006 dem documenta Archiv in Kassel.

## Werk
Mit seinen bewegten Objekten zählt Harry Kramer zusammen mit Jean Tinguely und Pol Bury zu den Protagonisten einer Kinetischen Kunst, die neben den konstruktivistischen Traditionen dieser Kunstrichtung eine „Maschinenkinetik dadaistischer Prägung“ vertraten. Die Kunstgeschichte ordnet Kramers Werk der „fragilen Vibrationsgebilde“ darüber hinaus neben die Mobiles Alexander Calders ein und stellt im Hinblick auf die „Mythologien des Alltags“ unter anderem den Bezug zu den Werken der Niki de Saint-Phalle her.

### Mechanisches Theater
Das Mechanische Theater besteht aus skurril-abstrakten Skulpturen, hergestellt aus Papiermaché, Holz und Draht, die von zwei Spielern in collageartig angeordneten Szenerien zur Musik auf einer kleinen schwarzen Bühne in Bewegung versetzt werden. Das Figurentheater zeigt keine Handlungsabläufe, so wie das klassische Marionettenspiel, sondern zu Musikstücken, Jazz und Musique concrète, angelegte Bewegungsabläufe. „Mechanisch“, so Harry Kramer 1960, „bezieht sich nicht auf die verwendeten Maschinen, sondern bezeichnet die Motorik des Handlungsablaufs, also einen dramaturgischen Kunstgriff“.
Zwischen 1952 und 1958 entstanden zwei Programme: 13 Szenen (erstaufgeführt 1955 in der Galerie Springer, Berlin) und Signale im Schatten (erstaufgeführt 1957). Im Gegensatz zu den Figuren des ersten Programms, die ausschließlich von Hand bewegt wurden, zeigten die des zweiten Programms auch automobile Skulpturen, die sich vermittels Federmotoren aus Uhrwerken selbstständig über die Bühne bewegen konnten.
Der Titel Mechanisches Theater bildet unterdessen den Titel für die gesamte Werkgruppe. Das erste Programm, 13 Szenen, gilt nach dem Werkverzeichnis als verschollen; einige Figuren aus diesem Programm hält das Theaterfigurenmuseum Lübeck in der Sammlung von Fritz Fey jun. Die Figuren des zweiten Programms befanden sich seit 1958 als Depositum im Münchner Stadtmuseum; sie wurden von Kramer in den 1980er Jahren restauriert und 1985 vom Stadtmuseum erworben. Anschließend brachte Kramer das rekonstruierte Mechanische Theater unter anderem in Berlin, Stuttgart, Porto und München erneut zur Aufführung.

### Automobile Skulpturen
Bei den automobilen Skulpturen handelt es sich um fragile Objekte, die zunächst aus mit Toilettenpapier kaschiertem Draht gestaltet und später allein aus Draht geknüpft wurden und die sich mit Hilfe einer kleinen Handkurbel in Betrieb setzen lassen oder sich durch einen kleinen Elektromotor selbst bewegen. Der Kunstkritiker Alfred Nemeczek beschrieb die Skulpturen 2003 als „Skelette aus geflochtenem Draht – manche in Gestalt filigraner Kugeln, andere als Zylinder, Käfige, Hand oder Fuß – […] das Innere [bestückt] mit zarten Rädern, Hämmern und Hebeln, die mit Hilfe winziger Spulen, Gummischnüren und Motörchen in eigenwillige Bewegung gerieten.“ Insgesamt entstanden in den Jahren zwischen 1959 und 1965 etwa 270 dieser Drahtplastiken, die in privaten und öffentlichen Sammlungen in Deutschland, Frankreich, den Niederlanden, in der Schweiz und in Großbritannien (dort zum Beispiel in der Tate Gallery in London) und in den USA verteilt sind.

### Bauelemente und Bojen
Die Möbel und die Schiebeplastiken setzten die Reihe der automobilen Skulpturen fort zu geschlossenen Formen in anderen Materialien. Mit kleinen Motoren ausgestattet, konnten die Möbel blinken und pumpen. Die mit Lackfarbe bemalten farbigen Schiebeplastiken, durchweg aus Papier, Pappe und Balsaholz, nebst deren Seidensiebdrucken auf Leinen, waren Bauelementen nachempfunden, die Kramer zwischen 1966 und 1968 entworfen und realisiert hatte und die er 1970 mit einer Endlosen Schiene mit Planetenmotor aus Holz und Eisen (WKV 338) abschloss.
1968 waren abstrakte, etwa einen Meter hohe Plastiken in kugeligen Formen aus Polyester und Blei entstanden, die, Bojen betitelt, als Stehaufmännchen funktionierten; 1970 kam in ähnlicher Formgebung der ruhende, nur unmerklich schaukelnde Sarg hinzu, ebenfalls aus Polyester und Blei.

### Filme
Harry Kramer drehte, gemeinsam mit Wolfgang Ramsbott, zwischen 1956 und 1965 fünf experimentelle 16-mm-Animationsfilme in Schwarz-Weiß, unter anderem mit Holz- und Drahtfiguren: Die Stadt (1956, mit den Figuren des Mechanischen Theaters, auf Veranlassung von Joachim-Ernst Berendt im SWF Baden-Baden gezeigt), Defense 58–24 (1957), Die Schleuse (1961), Sackgasse (1963) und Aufzeichnungen (1965). Die Filme entstanden mit Jazzmusik, so zum Beispiel Die Schleuse mit Orgy in Rhythm (1954) von Art Blakey; in Die Sackgasse von 1963 (9 Min., 19 Sek.) tanzte Kramer eine eigene Choreografie auf Benny Goodmans Sing, Sing, Sing.
Der 1961 produzierte Film Die Schleuse zeigt eine kinetische Drahtskulptur Kramers, die vor dem Hintergrund einer Industrielandschaft in Bewegung versetzt wird. Der kommentarlose Schwarz-Weiß-Film bedient sich zahlreicher filmischer Techniken und Collagen, wie Zeitraffer, Wechsel zwischen Schärfe und Unschärfe, Negativbildern, Schwarzeinblendungen und rascher Bewegung der Kamera, bis hin zu einem Reißschwenk. „Dieses Filmexperiment zielt nicht auf die dokumentarische Wiedergabe des einzelnen Werks, sondern bietet neue Sichtweisen einer kinetischen Kunst an.“ Der Film gewann den Grand Premio Leone di San Marco der Biennale von Venedig 1962 und im gleichen Jahr die Kulturfilmprämie des Bundes.
Kopien der Filme befinden sich unter anderem beim Nachlass Kramers im documenta Archiv in Kassel sowie der Deutschen Kinemathek. Die Filme wurden verschiedentlich retrospektiv gezeigt, zum Beispiel 1997 im Theater in der Kunsthalle (TiK), einer zweiten Spielstätte des Thalia Theaters in Hamburg, im Januar 2010 in Kassel und zuletzt 2012 in Lübeck, wo sie auch unter den Aspekten der Kameraführung und Schnittführung und der verwendeten Filmmusik wissenschaftlich betrachtet wurden.

### Atelier Kramer
1971, mit Aufnahme seiner Professur in Kassel, ließ sich Harry Kramer im Fridericianum einmauern. Er ließ dort in einem Ausstellungsraum eine Zelle von 3 × 3,5 × 1,8 Metern mit einem vergitterten Fenster und einer Einstiegsluke von oben errichten, in der er sich selbst für vierzehn Tage mit täglich frisch verabreichter Nahrung präsentierte. „Das Mitglied einer elitären Kaste“, so die Beschreibung des Werkverzeichnisses, „entledigt sich seiner Insignien und gibt sich den Reaktionen des Publikums preis“, wobei die „Kreativität des Publikums“ – von Beschimpfungen, Füttern mit Bananen, Spucken, „bis zur Drohung, den Bau einzureißen“ – beachtlich gewesen sein soll.
Unter dem Titel Atelier Kramer firmierte eine Reihe zum Teil auch international präsentierter Aktionen und Ausstellungen, die Kramer zwischen 1971 und 1984 für seine Studenten entwarf und die in einer Postkartenaktion regelmäßig publiziert wurde. Dazu gehörte unter anderem die Produktion von Kunst als Backwerk (begonnen 1971). Gezeigt wurden Porträts und Körper in Brot, die überwiegend nicht erhalten wurden; Udo Lindenberg ließ seinen Brot-Leib 1979 in einer Bühnenshow stückweise als Devotionalie ans Publikum verteilen. Survival (1972) lehrte die Kunststudenten in Zusammenarbeit mit dem Bundesministerium der Verteidigung das Fallschirmspringen und das Überleben in schwierigem Gelände. In die Todesarena (1972) begab sich das Atelier Kramer zum Steilwandfahren. Das Panoptikum (1972) bestand aus lebensgroßen Figuren aus Papiermaché. Ab 1973 wurden weitere Figuren mit inwendiger Mechanik und Waschmaschinenmotoren in Bewegung gebracht und riefen als Künstliche Menschen in 14 Ausstellungen bis 1976 zum Teil heftige Publikumsreaktionen hervor, so zum Beispiel eine Gruppe von gefesselten Gehenkten (1974), die, versehen mit speziellen Zielscheiben aus Selenzellen, durch Treffer mit einem Lichtgewehr ins Zappeln versetzt werden konnten.
Die Kinderlieder (1974–1977), ins Kinderformat infantilisierte Passionen und Tragödien aus Papiermaché, blieben nur teilweise erhalten. Das Archiv der 100 Tage, mit Gunter Demnig, stapelte anlässlich der documenta 6 1977 die gesamte Presse zu einem Berg aus Zeitungsbündeln. Ein Artistic-Workshop, mit der Beteiligung von Ensemblemitgliedern des Staatstheaters Kassel, lehrte die Studenten 1977 das Schaufechten, Seilgehen und Showtanzen. Vogelscheuchen (1977) und Termitenstaat (1984) überprüften die den Symbolen angemessene Techniken. Als Kunststücke zum Nachmachen  produzierte das Atelier Kramer gemeinsam mit dem WDR ein Feature mit der Aufgabe, „Arbeitsgänge von der Planung bis zum Endprodukt“ so zu vermitteln, „daß interessierte Laien in der Lage sind, ähnliche Produkte […] nachzubauen“. Nach der Erstausstrahlung im September 1977 im WDR wurde der Film anschließend in verschiedenen dritten Programmen gezeigt.

### Apokalypse
Apokalypse ist der Titel von 24 großformatigen Schrifttafeln Harry Kramers, die zwischen 1979 und 1987 entstanden. Sie zeigen die 21 Kapitel der Offenbarung des Johannes sowie das 1. Buch Mose und Daniel 5 in der Übersetzung von Martin Luther (WKV 348 und 349, 1979) und Heinrich Heines Belsazar aus dessen Buch der Lieder (WKV 374, 1987) in unterschiedlichen Punktrastern in Acryl auf Leinwand. Die Raster ergeben sich aus den für die einzelnen Tafeln jeweils festgelegten Vierfarbkombinationen für jeden Buchstaben des Alphabets.

### Schriften
Harry Kramer veröffentlichte eine Reihe von Artikeln und Aufsätzen zur Kunst und zur Akademie, unter anderem Künstlerische Methoden für Unbegabte und Einfältige (1981), Sterben ist im Leben wenig neu, jedoch auch Leben, freilich ist nicht neuer…. (1981) und Weltmeister (1986). Eine Autobiografie erschien 1990 unter dem Titel Ein Frisör aus Lingen. In seiner Abschiedsvorlesung mit dem Titel Play it again (1992), in Nekrolog (1994) und in Post Scriptum (1995) resümiert er in literarischer Form seine Vorstellungen der Kunst und ihrer Lehre. Z. Die Geschichte eines ganz normalen Idioten, eine literarische Reminiszenz des Akademieprofessors in der Provinz, erschien 1996 in einem limitierten Druck.
In den Schriften wird Kramers Auseinandersetzung mit den Positionen der Kunst des 20. Jahrhunderts deutlich, wie zum Beispiel mit Arnold Schönberg, den er zitiert mit einem Brief, in dem der Komponist das Publikum als „aus akustischen Gründen notwendig“ erachte, „da leere Säle so schlecht klingen“, oder gegenüber Jürgen Syberberg, dem „Mythen produzierenden Einsamen“ und „Eremit[en] der Industriegesellschaft“. Dem „erweiterten Kunstbegriff“ eines Joseph Beuys unterstellt er „allerbeste Absichten“ nebst einem „Bündel von Widersprüchen“ und konfrontiert ihn mit Adornos Begriff einer Kunst, die sich – so Adorno – „als gesellschaftliche Antithesis zur Gesellschaft“ zu formulieren habe. Dem Künstlerdasein „peinlicherweise“ anhängenden Wunsch nach Unsterblichkeit hält er das Missverständnis des Ruhms und die Frage der Nützlichkeit entgegen, „wenn inzwischen nachts die Prothese im Wasserglas lächelt“.

## Rezeption
Das Werk Harry Kramers fand bis in die 1970er Jahre international seinen Niederschlag in Rezensionen, Katalogen und in der seinerzeitigen Kunstgeschichtsschreibung für die Kunst nach 1945. Die kunsthistorische Erforschung des Werks und dessen Würdigung in eigenständigen Untersuchungen setzte zehn Jahre nach Kramers Tod ein, gestützt unter anderem auch durch den Nachlass des Künstlers, der seit 2006 im documenta Archiv in Kassel zugänglich ist.

### Zeitgenössische Wahrnehmung
Der Philosoph Max Bense sah in den automobilen Skulpturen Harry Kramers 1964 in ihrem „Leerlauf einen Gegenzug zur Industrie“; dieser – so Bense – „treibt die Kategorie des Nutzens in den Schatten zurück“ und stelle „mit dem zärtlichen Zug zur Anarchie eine Beziehung zum Schöpferischen“ her. Der Schriftsteller und Essayist Helmut Heißenbüttel befand im selben Jahr, dass das „Zusammenhängende der Bewegungselemente“ nicht etwas sei, „was sie miteinander in einen mechanischen Einklang bringt, sondern etwas, was sie in einem Uneinklang hält, der die Bewegungen ungleichmäßig sich gegen sich zurückhalten lässt“. 1990 betonte der Kunsthistoriker und Essayist Günter Metken in Paris aus dem Rückblick auf die Kinetische Kunst das „Unterbleiben“ von „natürliche[n] Bewegungen“ und die Vermeidung des „Zusammenspiel[s] von Figuren“ im Mechanischen Theater Harry Kramers; für die automobilen Skulpturen befand er in deren „metaphorischer Natur“ eine Ähnlichkeit mit Zeichnungen von Paul Klee, „nämlich in einem luftigen, gleichsam gestrichelten Medium Gleichnisse parallel zur Antriebswelt vorzuführen.“
Frank Popper, Kunstprofessor an der Universität Paris in Vincennes und an der Sorbonne, sah 1975 in Kramers „Schauspielautomaten“ und „kinetischen Skulpturen“ die „Vision vom mechanischen Schauspiel“ und darin „Stadtformen der Kunst, die Publizität statt museale Frustration“ forderten: „Aufgestellt zwischen Kühlschrank und Fernsehgerät gewinnen sie ihre ungeheure Irritationskraft, indem sie durch ihre mechanisch zwecklose Bewegung alltägliche Benutzungsmechanismen ad absurdum führen.“
Der Kurator und zweimalige documenta-Leiter Manfred Schneckenburger erkannte den Werkcharakter der Ausbildungstätigkeit Kramers in einem Vergleich mit dem Zirkus, indem er den Hochschullehrer Kramer als den „Selbstdarsteller“ mit einem „Team am Trapez“ konstatierte und das Ziel der Lehre in einer Kunstauffassung ausmachte, die den „Schock gegen den Connaisseurverstand“ setze. Wolfgang Hahn, Künstler, Friedrich-Ebert-Stipendiat und DAAD-Stipendiat am MIT bei Otto Piene, fasste das Zirkus-Interieur des Atelier Kramer zehn Jahre später 1990 so zusammen: „Proleten-Harry haut auf die Pauke und zeigt den Latzhosenintellektuellen was Sache ist. Jetzt wird hier mal nicht rumgehampelt, jetzt wird auf den Trommelwirbel geachtet.“

### Neuere Forschung und Publizität

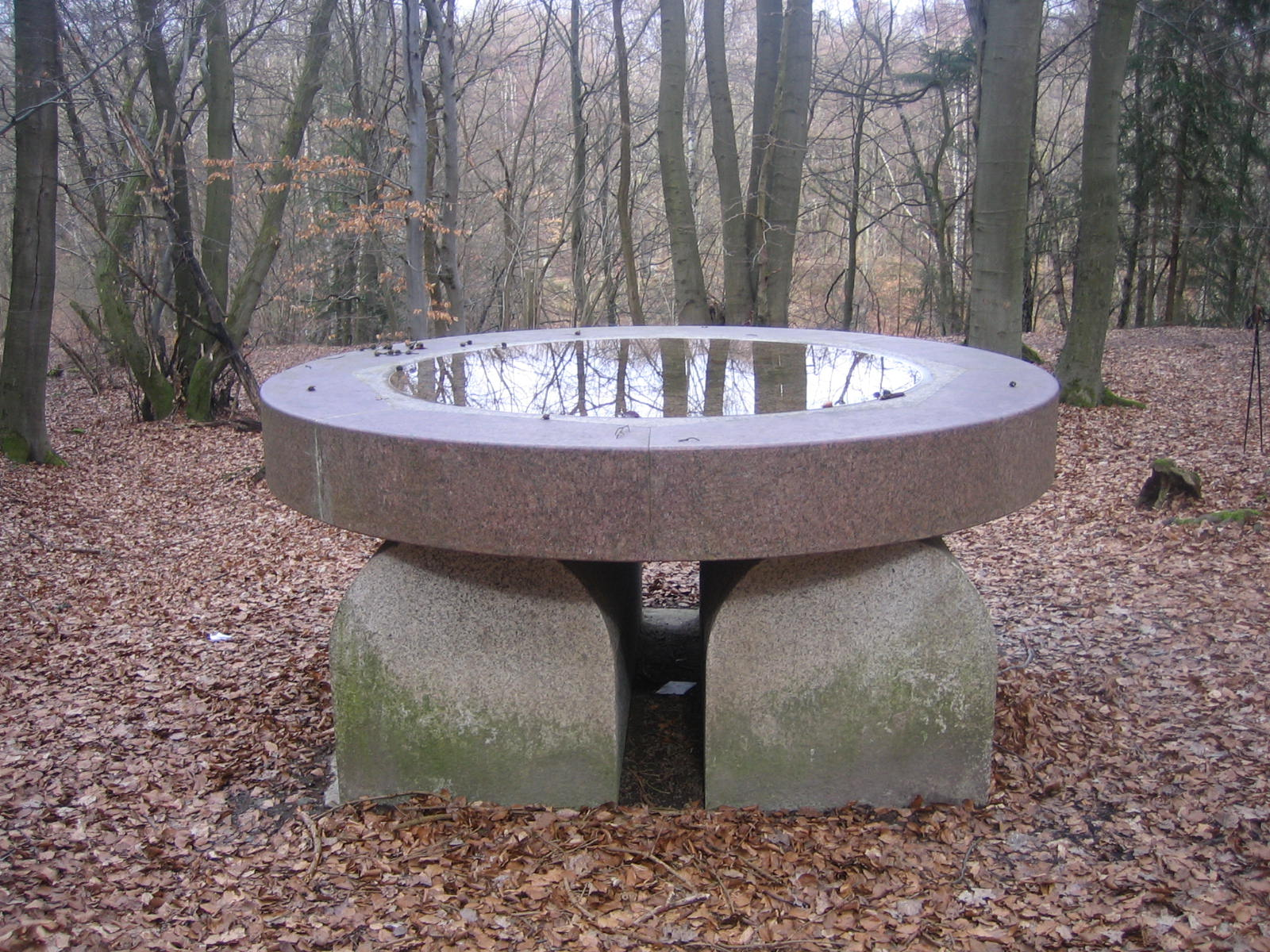
Künstler-Nekropole Kassel: Grab-Werk von Heinrich Brummack (1936–2018), 1997

Im Jahr 2007, zehn Jahre nach Kramers Tod, konstatierte der Kunsthistoriker Stefan Lüddemann den Tatbestand einer „bis heute schwierigen Rezeption“, deren Grund er darin sieht, dass Kramer „nie ein Künstler mit Markenzeichen, wohl aber mit Haltung“ gewesen sei. Als disparate „Werkblöcke“ werden die Automobilen Skulpturen, das Atelier Kramer und die Nekropole unterschieden. Die Arbeitsweise des Künstlers wird als „insofern skulptural“ bezeichnet, „als sie Kunst stets auch als sozialen Prozess versteht, der andere Menschen als Partner der eigenen Arbeit involviert“. Die Nähe zum „Kunstverständnis von Joseph Beuys“ sei gegeben, weil Kramers Kunst „Fragen der Wirkung der Kunst in der Öffentlichkeit ebenso wie Fragen nach Leistungen und Widersprüchen des Betriebssystems Kunst“ wiederholt zu ihrem Gegenstand mache.
Anlässlich des 85. Geburtstags von Harry Kramer rückte das documenta Archiv im Januar 2010 die Filme von Kramer und Ramsbott sowie die Nekropole erneut in den Vordergrund. 2015 würdigte eine Ausstellung in der Kunsthalle Lingen das Werk des Künstlers. Vom 25. Januar bis 17. April 2017 veranstaltete das Sepulkralmuseum Kassel anlässlich von Harry Kramers 20. Todestag in Zusammenarbeit mit dem documenta Archiv und der Stadt Kassel eine Werkschau.

## Ausstellungen (Auswahl)

### Einzelausstellungen
- 1955: Galerie Springer, Berlin
- 1960: Kunsthalle Baden-Baden, Baden-Baden[54]
- 1962: Harry Kramer, Mobiles – Marionetten – Automobile – Skulpturen, Biel (Kuratiert von Harald Szeemann)
- 1963: Galerie d, Frankfurt am Main[55]
- 1965: Galerie Kerchache, Paris; Loeb-Gallery, New York; Gimpel-Hanover, Zürich; Haags Gemeentemuseum, Den Haag
- 1967: Galerie Brusberg, Hannover
- 1969: Städtische Kunsthalle Mannheim, Mannheim
- 1970: Karl Ernst Osthaus Museum, Hagen
- 1989: Haus am Waldsee, Berlin
- 1990: Württembergischer Kunstverein Stuttgart, Kunstverein Lingen in der Galerie im Theater
- 1991: Museum Fridericianum Kassel und Gesamthochschule Kassel
- 1997: Galerie Schlüter, Hamburg
- 2008: Städtische Museen Heilbronn
- 2012: Theaterfigurenmuseum Lübeck
- 2015: Kunsthalle Lingen, Lingen

### Ausstellungsbeteiligungen
- 1957: Festival d’art d’avantgarde, Cité Radieuse Nantes, Frankreich, und Lund, Schweden
- 1960: Historisches Museum Frankfurt, Frankfurt am Main; Festival d’avantgarde, Paris; Kinetische Kunst, Zürich
- 1964: documenta III, Kassel; Salon des Comparaisons 1964, Musée d’art moderne de la Ville de Paris, Paris
- 1970: Eisen- und Stahlplastik 1930–1970, Württembergischer Kunstverein Stuttgart
- 1971: Atelier Kramer, Fridericianum, Kassel
- 1973: Kunstverein Ingolstadt
- 1974: Museum Bellerive, Zürich
- 1975: Haus am Lützowplatz, Berlin
- 1977: Championnat International, Quebec
- 1979: Universitätsgalerie, Stuttgart
- 1982: Städtisches Museum, Mönchengladbach
- 1984: Als Bewegung in die Kunst kam, Haus Lange, Krefeld
- 1985: 1945–1985 Kunst in der Bundesrepublik Deutschland, Staatliche Museen Preußischer Kulturbesitz. Nationalgalerie, Berlin
- 1986: Tate Gallery, London
- 1989: Maschinen-Menschen, Staatliche Kunsthalle Berlin

## Abbildungen
1. ↑  Harry Kramer: Feuerwehrturm, 1958 (Vgl. WKV Nr. 89: Drehender Turm, Mechanisches Theater 1956–1958, im Besitz des Stadtmuseums München)
2. ↑  Harry Kramer: Wecker (Seite nicht mehr abrufbar, festgestellt im Juni 2025. Suche in Webarchiven)  Info: Der Link wurde automatisch als defekt markiert. Bitte prüfe den Link gemäß Anleitung und entferne dann diesen Hinweis., 1960 WKV 107; Kunstsammlungen der Ruhr-Universität Bochum
3. ↑  Harry Kramer: Mechanisches Theater (Memento vom 8. Dezember 2015 im Internet Archive), Ausstellung Museum Bellerive Zürich 1980/81 (Figuren 1 bis 4 von links)
4. ↑  Harry Kramer mit den Figuren der 13 Szenen, 1955
5. ↑  Automobile Figuren aus Signale im Schatten: Rosa Kinderwagen (WKV 78, 1956–58), Rosa Kerzenwagen (WKV 62, 1956–58) (Memento vom 4. März 2016 im Internet Archive); im Besitz des Stadtmuseums München
6. ↑  Harry Kramer: Ohne Titel, 1960 WKV Nr. 103a
7. ↑  Harry Kramer: KM 123, 1963 WKV Nr. 155
8. ↑  Harry Kramer: Torso, 1962 WKV Nr. 135 (Tate Gallery, London)
9. ↑  Harry Kramer: Drum (Seite nicht mehr abrufbar, festgestellt im Juni 2025. Suche in Webarchiven)  Info: Der Link wurde automatisch als defekt markiert. Bitte prüfe den Link gemäß Anleitung und entferne dann diesen Hinweis., 1967 (Berkeley, USA)
10. ↑  Harry Kramer mit Boje, 1968 (Memento vom 4. März 2016 im Internet Archive)
11. ↑  Harry Kramer/Wolfgang Ramsbott: Defense-5825 (Memento vom 5. März 2016 im Internet Archive), 1957 (Standbild, Aufführung Bochum 2009)

| Personendaten    | Personendaten             |
| ---------------- | ------------------------- |
| NAME             | Kramer, Harry             |
| KURZBESCHREIBUNG | deutscher Künstler        |
| GEBURTSDATUM     | 25. Januar 1925           |
| GEBURTSORT       | Lingen (Ems), Deutschland |
| STERBEDATUM      | 20. Februar 1997          |
| STERBEORT        | Kassel                    |